# Remiremont
Remiremont település Franciaországban, Vosges megyében. Lakosainak száma 7500 fő (2022. január 1.). Remiremont Saint-Nabord, Saint-Étienne-lès-Remiremont és Le Val-d’Ajol községekkel határos.

## Fekvése
Éloyestől délre fekvő település.

## Földrajza
Remiremont mellett torkollik a Moselbe annak első jelentős mellékfolyója a Moselotte. A város szélén található a Ballons des Vosges regionális természeti park.
Szomszédos közösségei: északkeleten Saint-Étienne-lès-Remiremont, Dommartin-lès-Remiremont keleten és délkeleten, Le Val-d'Ajol délen és Saint-Nabord nyugaton és északnyugaton.

## Története

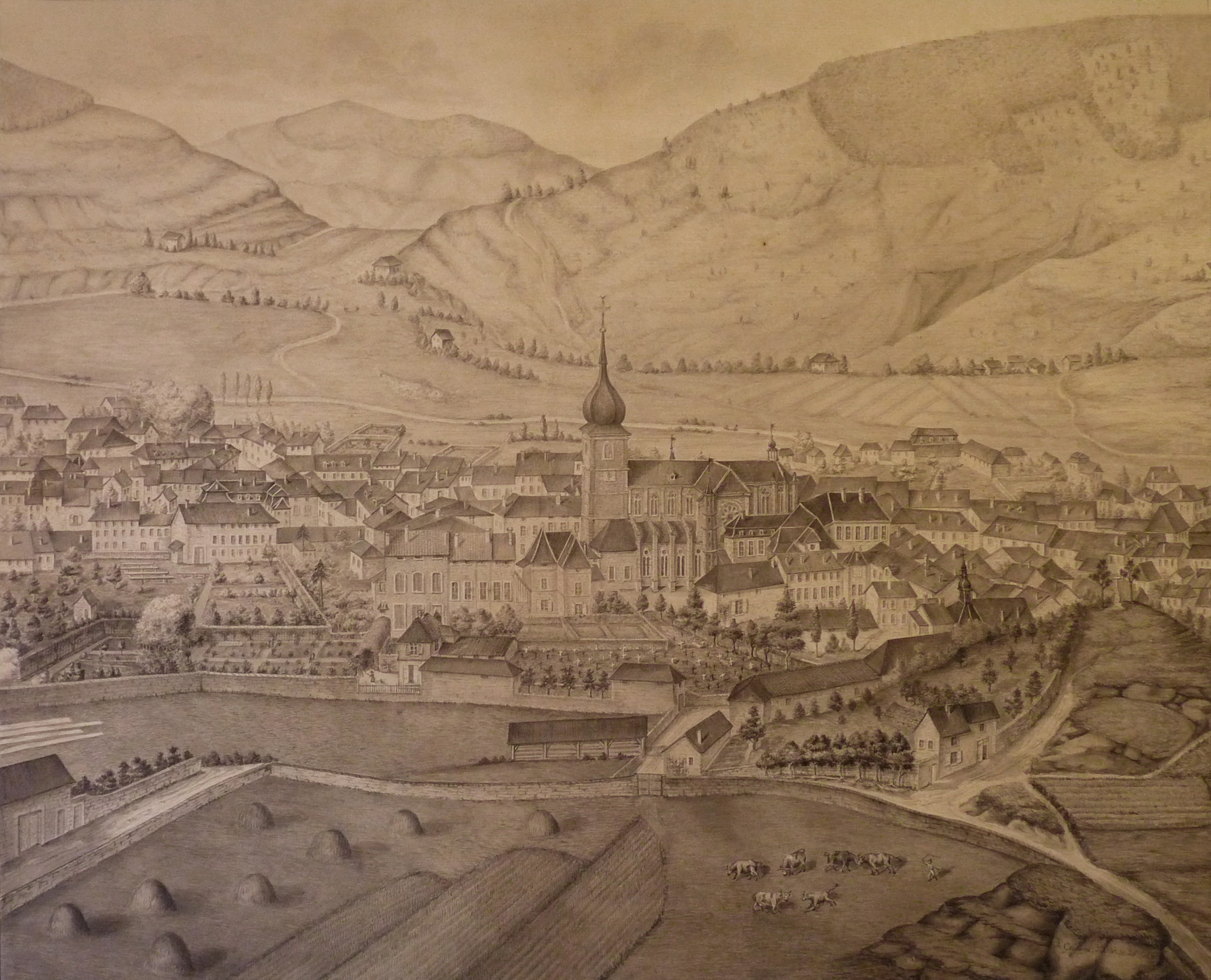

Nevét 620-ban II. Chlothar frank király oklevele említette először egy kolostorral kapcsolatban, ahol a király 30 évig élt. Meghalt 653-ban. Arnulf Metz püspök itt halt meg a közelben, valószínűleg 640-ben, és itt a kolostorban temették el, amíg később oda vezetett, hogy a kolostor környékén egy Karoling királyi udvar keletkezett.
A kolostor 910-ben zárdává alakult. A kolostor középkori neve "Rumberc" (13. század), vagy "Rombech" (1410). A 15. században az apátság a Dukes of Lorraine fennhatósága alá került, amely így átvette a Gróf Remiremont címet.

## Ipara
Remiremont iparágai közé tartozik a textil- és ruházati ipar, vas- és rézfeldolgozás, söripar.

## Galéria

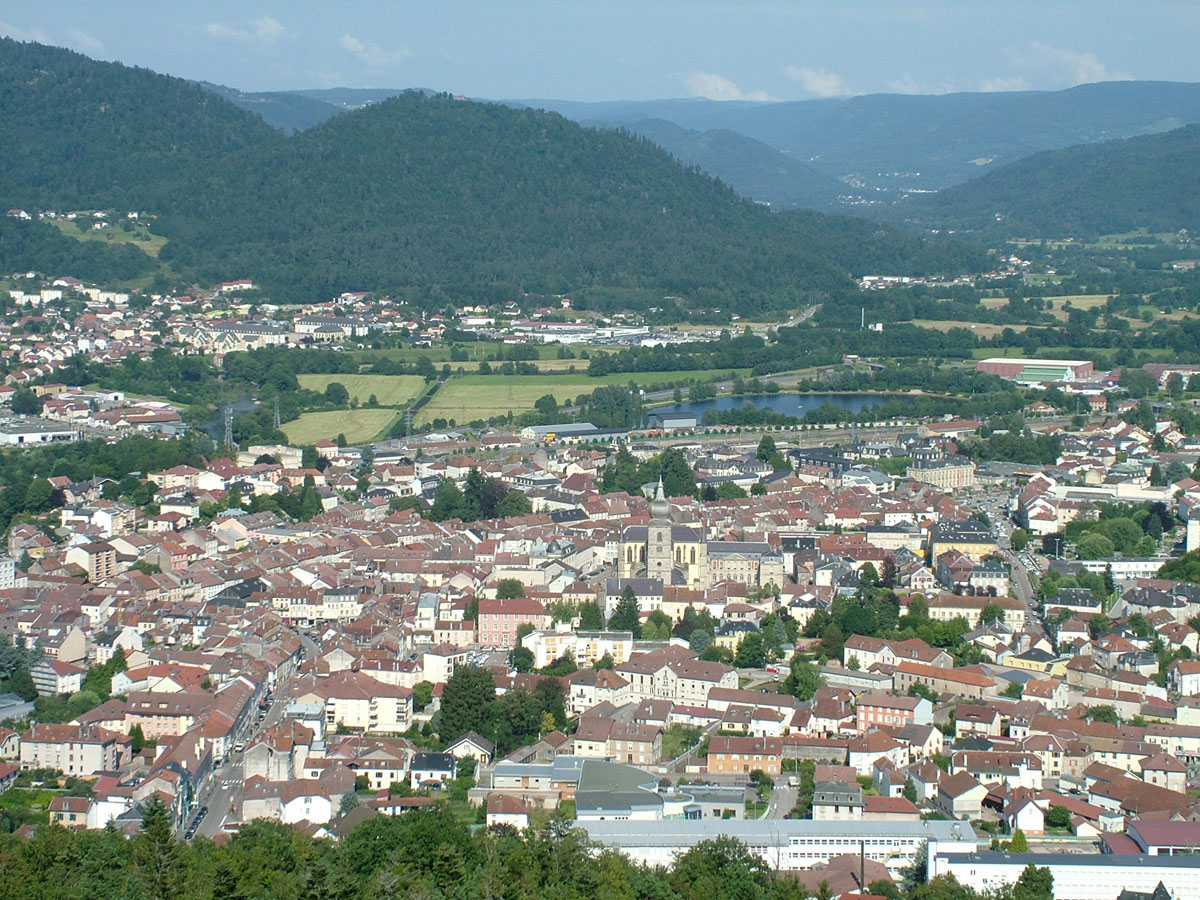
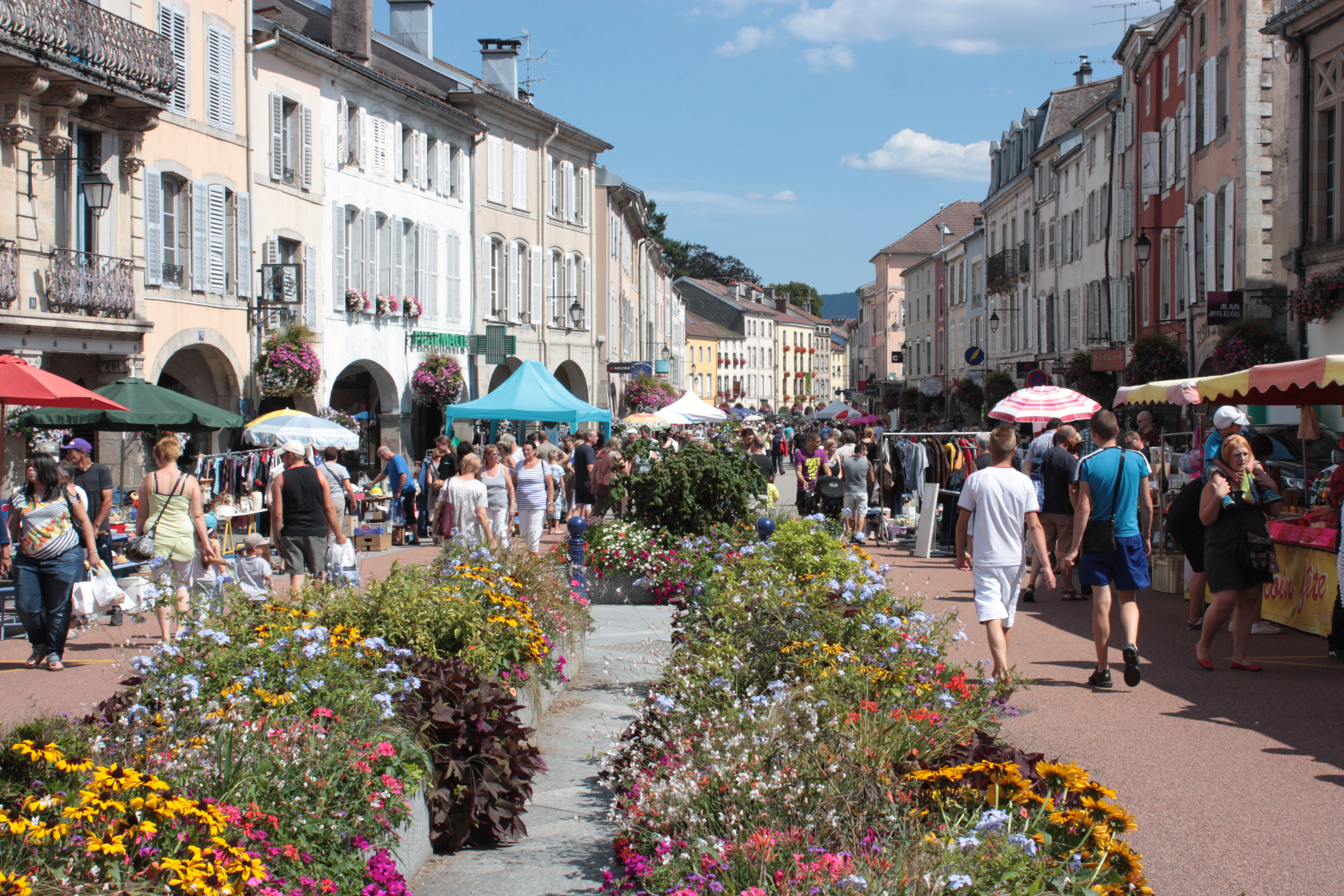
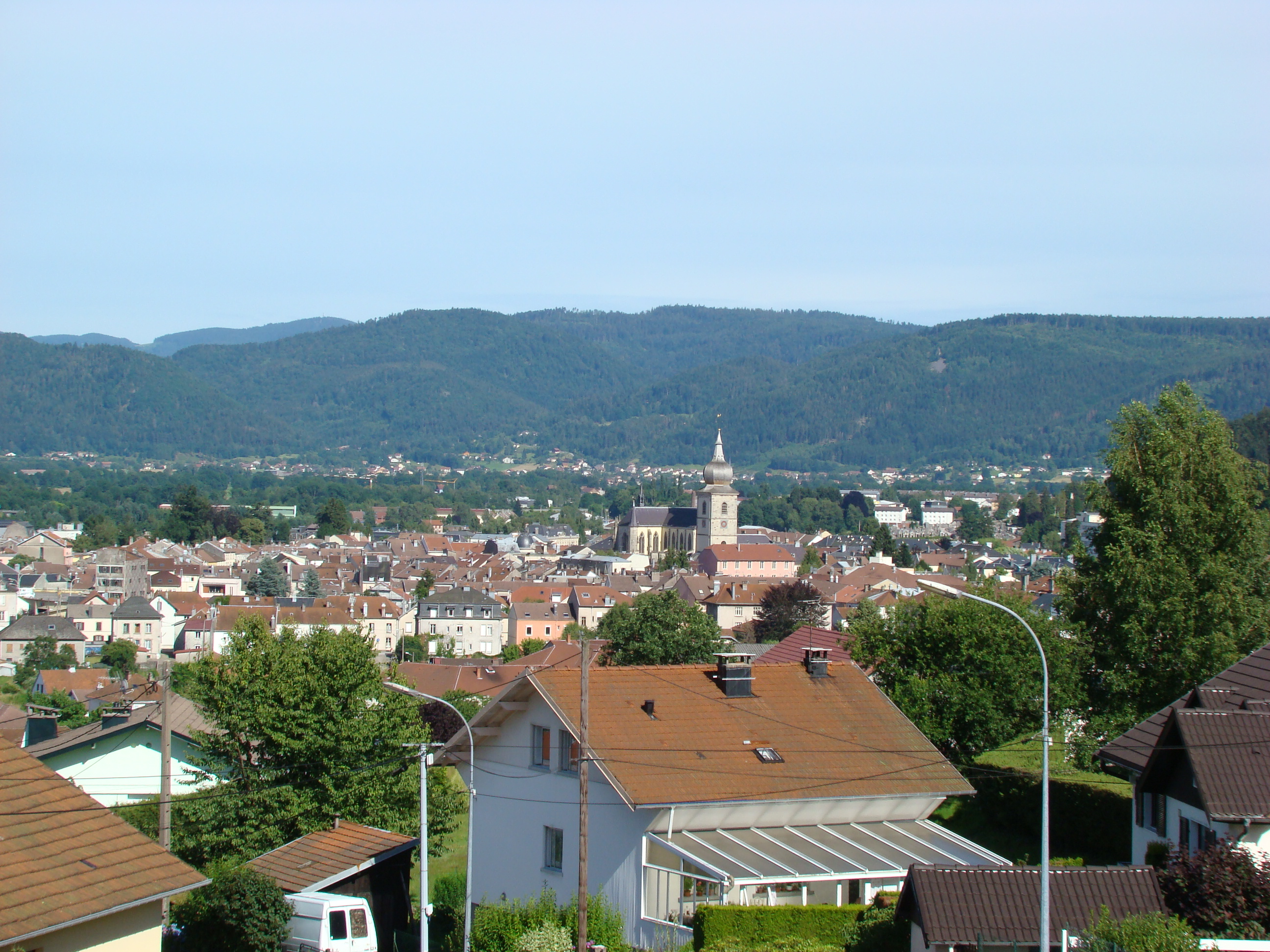
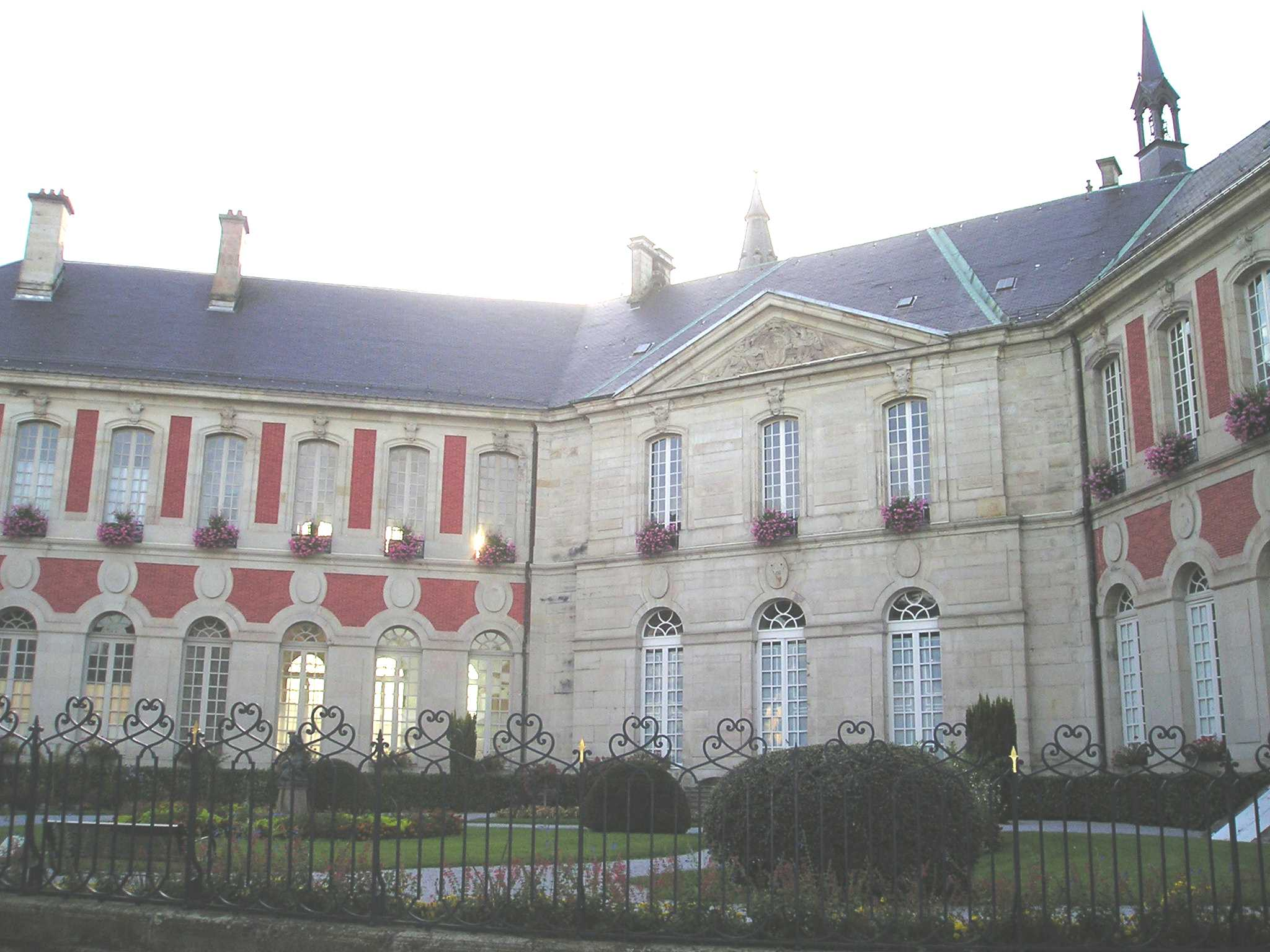
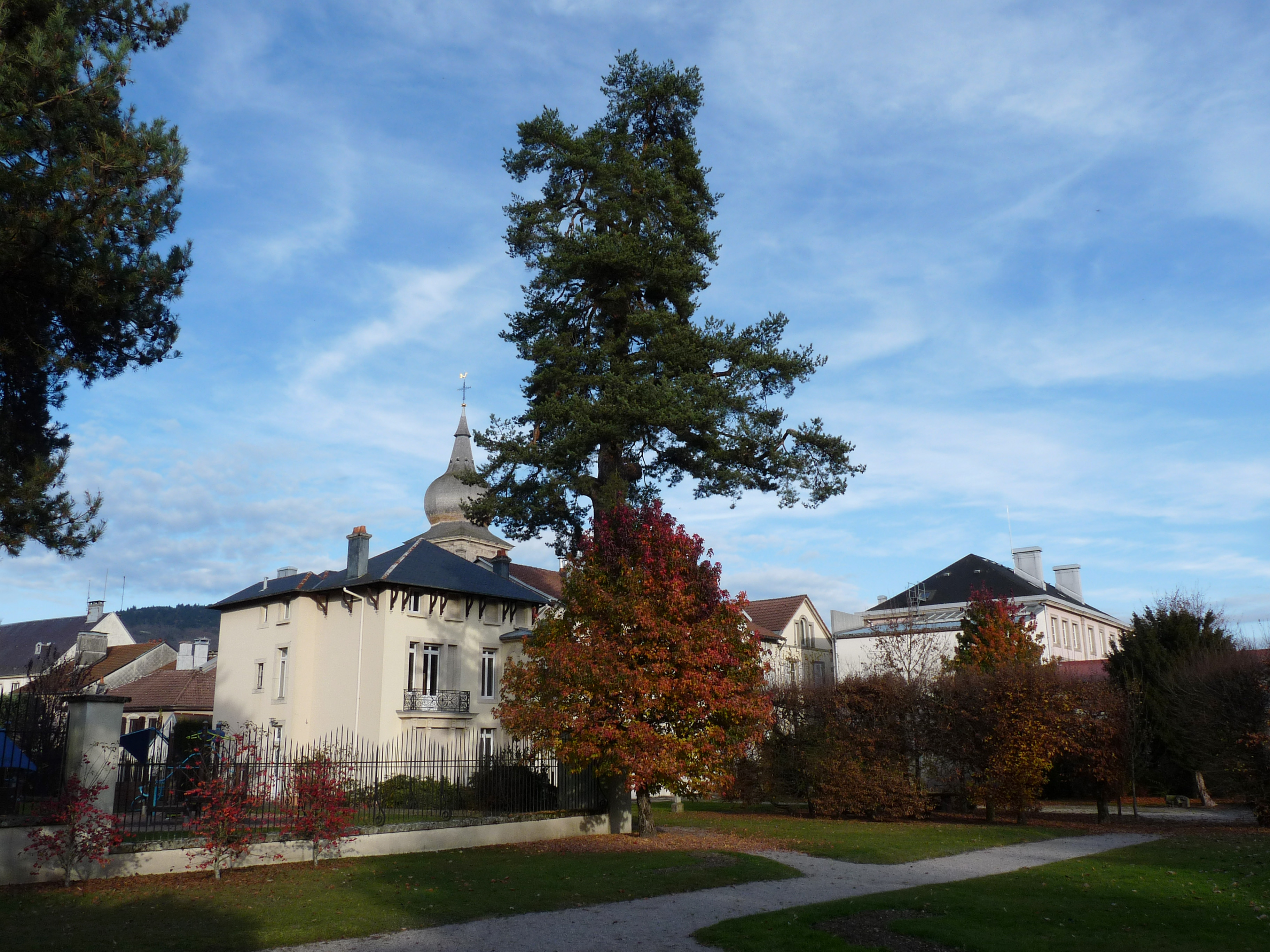
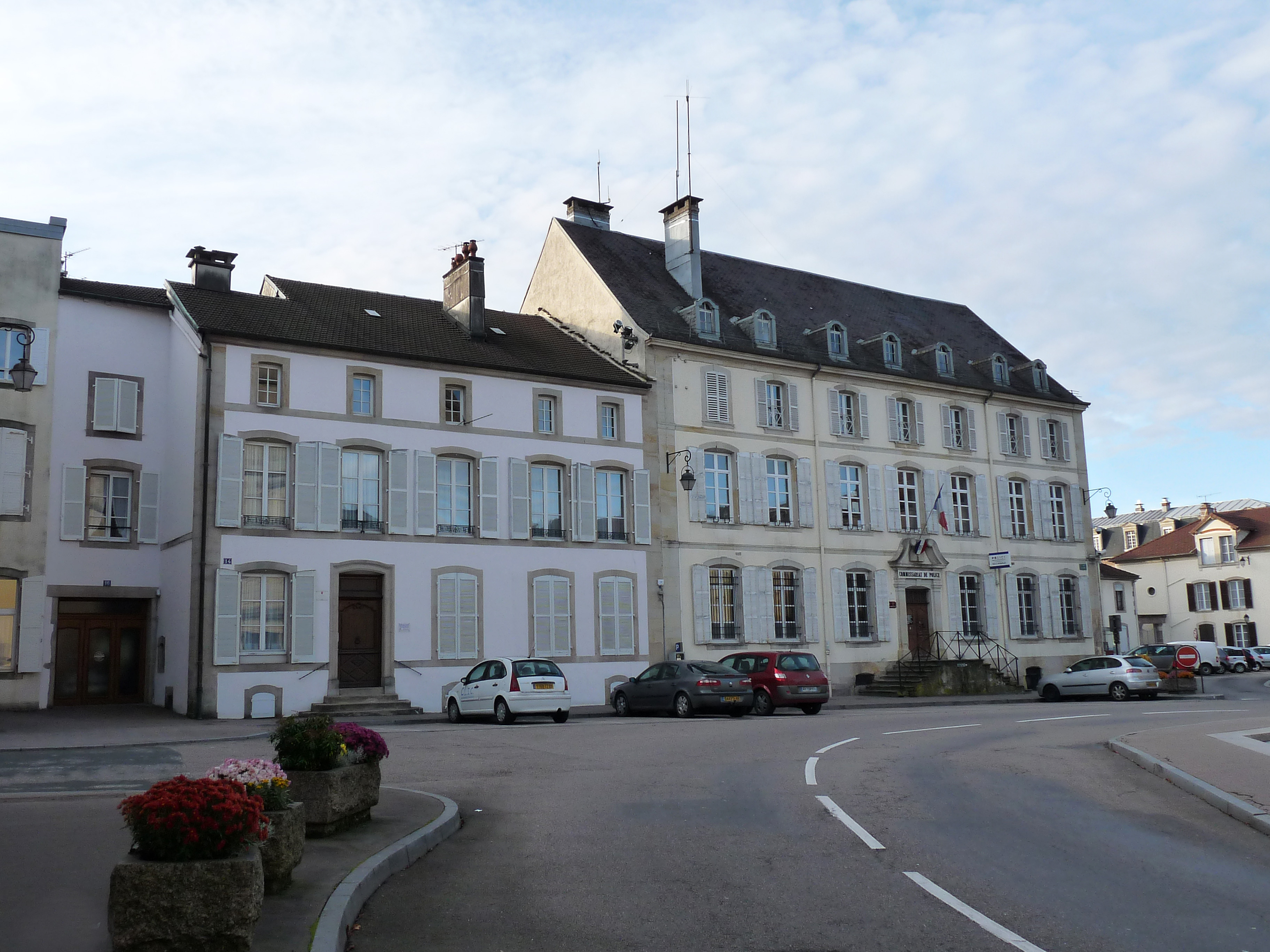
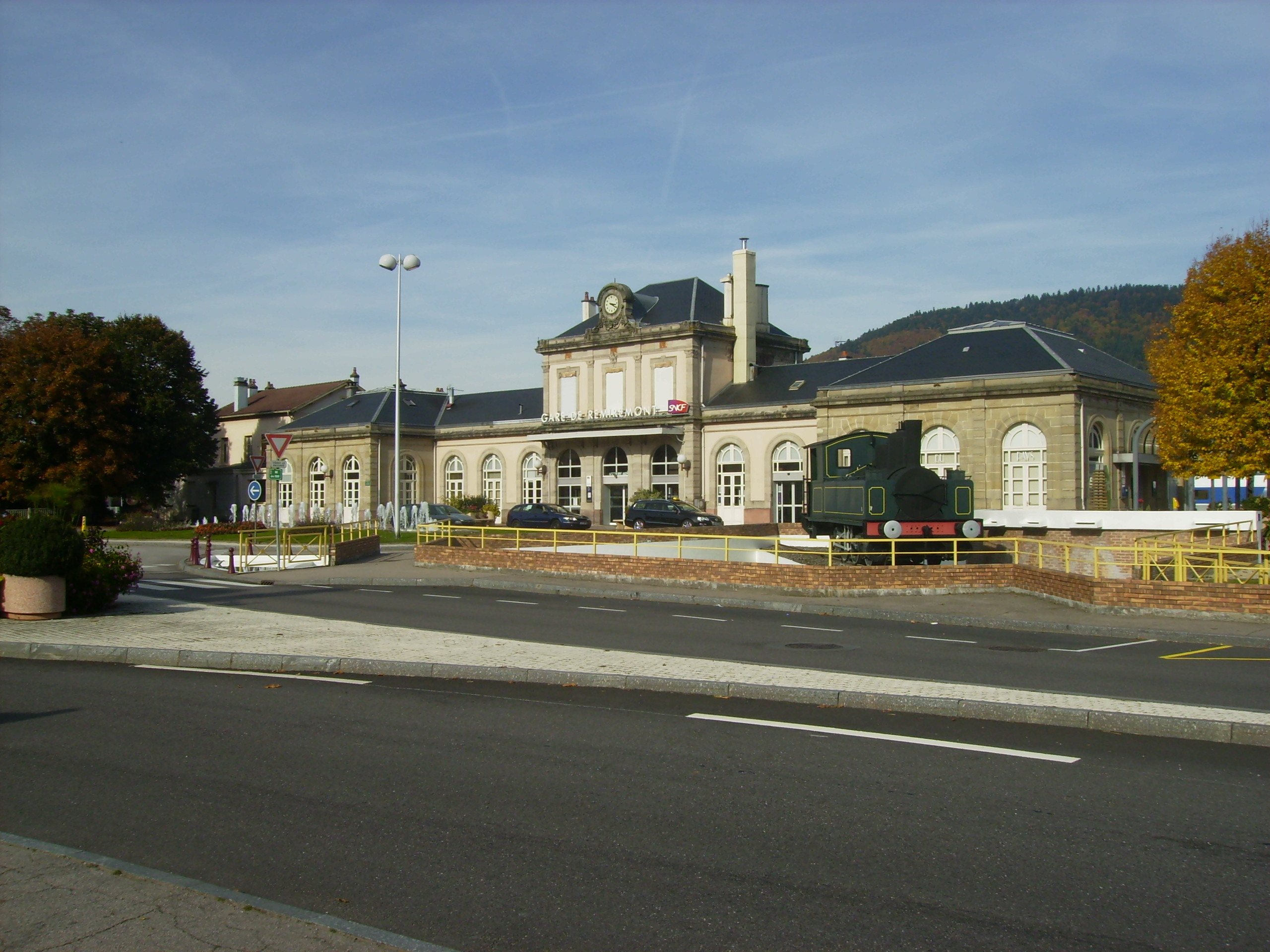

## Nevezetességek
- Kolostor
- Apátsági templom

## Népesség
A település népessége az elmúlt években az alábbi módon változott:
| Lakosok száma | 7774 | 7741 | 8042 | 7714 | 7691 | 7691 | 7711 | 7611 | 7500 |
|               | 2013 | 2015 | 2016 | 2017 | 2018 | 2019 | 2020 | 2021 | 2022 |